# Bór Zajaciński
Bór Zajaciński (prononciation : [ˈbur zajaˈt͡ɕij̃skʲi]) est une localité polonaise de la gmina de Przystajń, située dans le powiat de Kłobuck en voïvodie de Silésie.